# Россенд Марсоль-Клуа
Россенд Марсоль Клуа (кат. Rossend Marsol Clua; 22 жовтня 1922, Артеса-де-Сегре — 17 січня 2006, Андорра-ла-Велья), відомий під псевдонімом Сікоріс (ісп. Sícoris) — каталонський журналіст і письменник.
Закінчивши Барселонський університет, Россенд Марсоль почав роботу в якості журналіста для різних газет в 1940 рік, і це залишалося його основним заняттям до тих пір, поки він не був змушений бігти в Андорру через своє неприйняття режиму Франсиско Франко та підтримки руху за культурну автономію Каталонії. Був кореспондентом щоденної газети La Mañana (1959—1990), La Vanguardia (1965—1978) та ін. Він працював на Радіо Андорри і Радіо Valira, є автором декількох збірок поем.

## Збірники віршів
- Cel i muntanya, Les Escaldes 1989
- Festa major, Les Escaldes 2001
- La terra dels Valires, Andorra la Vella 2003